# شیفرا لرر
شیفرا لرر (انگلیسی: Shifra Lerer؛ ‏ ۱۱ سپتامبر ۱۹۱۵ – ۱۲ مارس ۲۰۱۱) بازیگر یهودی‌تبار اهل آرژانتین و ایالات متحده آمریکا بود. او به مدت ۹۰ سال در حرفهٔ بازیگری فعال بود.
از فیلم‌ها یا مجموعه‌های تلویزیونی که وی در آن‌ها نقش داشته است، می‌توان به هری ساختارشکن اشاره نمود.